# Романенко Володимир Олександрович (український футболіст)
Володимир Олександрович Романенко (нар. 8 червня 1985, Суми, УРСР) — український футболіст, півзахисник.

## Клубна кар'єра

### Початок кар'єри
Футболом почав займатися в 5-річному віці. Перші тренери К.М. Зінов'єв та А.М. Дяков. У 15 років був запрошений у футбольну академію київського «Динамо», тренер Павло Яковенко. Там пробув два роки, після чого перейшов у спортшколу дніпропетровського «Дніпра», де удосконалювався ще три роки. На молодіжному рівні виступав у клубах «Фрунзенець» (Суми), «Обухів», «Локомотив-МСМ-ОМІКС» (Київ).
У 2001 році зіграв 10 матчів у складі аматорського клубу «Динамо» (с. Чапаївка). Першим професіональним клубом Володимира став друголіговий «Борисфен-2», фарм-клуб бориспільського «Борисфена», команда була створена на основі збірної України U-17 під керівництвом Павла Яковенка. Дебютував у чемпіонаті України 30 липня 2001 року в програному (1:4) домашньому поєдинку 3-го туру групи «Б» проти іллічівського «Портовика». Романенко вийшов у стартовому складі та відіграв увесь матч. Дебютним голом у професіональному футболі відзначився 17 вересня 2001 року на 22-й хвилині програного (1:2) виїзного поєдинку другої ліги чемпіонату України проти київського «Динамо-3». Володимир вийшов у стартовому складі та відіграв увесь поєдинок.
Загалом у складі «Борисфена-2» в чемпіонаті України зіграв 20 матчів та відзначився 3 голами. Потім перейшов до київського «Динамо-3». Дебютував у складі киян 28 травня 2002 року в нічийному (0:0) виїзному поєдинку 30-го туру групи Б другої ліги чемпіонату України проти ФК «Черкас». Романенко вийшов у стартовому складі та відіграв увесь матч. Проте закріпитися у складі динамівців не вийшло. Володимир зіграв у складі «Динамо-3» лише 2 поєдинки.
У 2002 році перейшов до «Дніпра», але через високу конкуренцію виступав лише за друголіговий «Дніпро-2». Дебютував за другу команду дніпропетровців 5 серпня 2002 року в програному (2:3) домашньому поєдинку 2-го туру групи В другої ліги чемпіонату України проти донецького «Металурга-2». Володимир вийшов на поле в стартовому складі, а на 46-й хвилині його замінив Олег Карамушка. Дебютним голом у складі дніпровців відзначився 7 квітня 2004 року на 57-й хвилині переможного (2:1) домашнього поєдинку 18-го туру групи В другої ліги чемпіонату України проти полтавської «Ворскли-2». Володимир вийшов на поле в стартовому складі та відіграв увесь поєдинок. Загалом у складі «Дніпра-2» у чемпіонаті України зіграв 52 матчі та відзначився 2 голами. У сезоні 2004/05 років був переведений до головної команди «Дніпра», але дебютувати в ній йому не вдалося, тому виступав за дніпропетровців у першості дублерів (23 матчі, 1 гол).

### Сталь, Металург та вояж до Вірменії
У 2005 році перейшов у «Сталь» (Дніпродзержинськ). Дебютував за дніпродзержинську команду 30 липня 2005 року в переможному (2:0) домашньому поєдинку 1-го туру першої ліги чемпіонату України проти охтирського «Нафтовика». Романенко вийшов на поле в стартовому складі, а на 46-й хвилині його замінив Володимир Мазяр. Дебютним голом у складі дніпродзержинців 30 жовтня 2005 року на 35-й хвилині переможного (2:1) домашнього поєдинку 13-го туру першої ліги чемпіонату України проти ФК «Бершадь». У футболці «Сталі» в першій лізі зіграв 54 матчі та відзначився 3-ма голами, ще 8 матчів (1 гол) провів у кубку України. В сезоні 2006/07 років став чверть фіналістом Кубка України.
У 2007 році на запрошення Сергія Ященка та Ігора Яворського перейшов у «Металург» (Донецьк), де відразу ж став гравцем основи, граючи на позиції правого захисника. Дебютував у складі донецького клубу 5 грудня 2007 року в переможному (1:0) домашньому поєдинку 1/4 фіналу кубку України проти охтирського «Нафтовика». Романенко вийшов на поле в стартовому складі та відіграв увесь матч. У вищій лізі дебютував 2 березня 2008 року в програному (0:1) виїзному поєдинку 19-го туру проти запорізького «Металурга». Володимир вийшов у стартовому складі та відіграв увесь матч. З приходом в команду нового тренера Ніколая Костова спочатку почав виходити на поле лише із лави для запасних, а згодом і взагалі перестав потрапляти до основи.
У 2009 році з ініціативи керівництва донецького «Металурга» на правах оренди до завершення сезону перейшов в єреванський «Бананц». У чемпіонаті Вірменії зіграв 12 матчів, ще 2 поєдинки в складі «Бананца» провів у єврокубках. Потім повернувся в Україну.

### Повернення в «Сталь» та «Кримтеплиця»
У 2010 році повернувся до дніпродзержинської «Сталі». Повторно дебютував у футболці сталеварів 19 березня 2010 року в переможному (2:1) виїзному поєдинку 16-го туру групи «Б» другої ліги чемпіонату України проти криворізького «Гірника». Романенко вийшов у стартовому складі та відіграв увесь матч. Протягом свого перебування в «Сталі» в другій лізі зіграв 10 матчів.
У 2010 році на запрошення Олександра Севідова перейшов до «Кримтеплиці». Дебютував у команді з Молодіжного 17 липня 2010 року в переможному (2:0) виїзному поєдинку 1-го туру першої ліги чемпіонату України проти охтирського «Нафтовика-Укрнафти». Володимир вийшов на поле в стартовому складі, а на 61-й хвилині його замінив Віталій Саранчуков. Дебютним голом у футболці кримського клубу відзначився 11 червня 2011 року на 31-й хвилині переможного (4:1) домашнього поєдинку 34-го туру першої ліги проти білоцерківського «Арсеналу». Романенко вийшов на поле в стартовому складі та зіграв увесь матч. У команді з Молодіжного відіграв 3 сезони. За цей час у чемпіонатах України зіграв 76 матчів та відзначився 1 голом, ще 3 поєдинки провів у кубку України.

### «Суми» та «Геліос»
Липень-серпень 2013 року провів у ПФК «Сумах». Дебютував за команду з однойменного міста 14 липня 2013 року в переможному (2:0) домашньому поєдинку 1-го туру першої ліги проти харківського «Геліоса». Володимир вийшов на поле на 80-й хвилині, замінивши Ігора Мельника. Проте закріпитися Романенку в сумах не вдалося. У складі городян у першій лізі він зіграв 6 матчів, ще 1 поєдинок провів у кубку України.
У середині вересня 2013 року на правах вільного агента приєднався до харківського «Геліоса». Дебютував за сонячних 1 серпня 2014 року в програному (1:3) домашньому поєдинку першої ліги проти ПФК «Олександрії». Романенко вийшов на поле на 76-й хвилині, замінивши Євгена Задою. Дебютним голом у футболці харківського клубу відзначився 27 серпня 2014 року на 44-й хвилині переможного (2:0) виїзного поєдинку проти тернопільської «Ниви». Володимир вийшов на поле в стартовому складі та відіграв увесь матч. Протягом свого перебування в «Геліосі» в чемпіонатах України зіграв 33 матчі та відзначився 3-ма голами, ще 1 поєдинок провів у кубку України. На початку червня 2016 року залишив команду.

### Візит до окупованого Криму та повернення в Україну
У 2015 році виїхав до окупованого Криму, де підписав контракт з клубом «Океан» (Керч) з чемпіонату Криму. Дебютував за кримський клуб 8 серпня 2015 року в програному (1:2) домашньому поєдинку т.зв. Суперкубку республіки Крим проти севастопольського СКЧФ. Володимир вийшов на поле в стартовому складі та відіграв увесь матч. У т.зв. «Кримській Прем'єр-лізі» дебютував 23 серпня 2015 року в нічийному (0:0) виїзному поєдинку 1-го туру проти феодосійської «Кафи». Романенко вийшов у стартовому складі та відіграв увесь матч. Дебютним голом у «прем'єр-лізі» відзначився 5 вересня 2015 року на 31-й хвилині переможного (2:1) виїзного поєдинку 3-го туру «прем'єр-ліги» проти армянського «Беркута». Володимир вийшов на поле в стартовому складі та відіграв увесь матч. Загалом того сезону зіграв у 25 матчах «чемпіонату» (2 голи) та 2-ох поєдинках «кубку».
У 2016 році повернувся до України, де став гравцем аматорського клубу «Вікторія» (Миколаївка), кольори якого захищає й понині.

## Кар'єра в збірній
З 2000 по 2002 роки викликався до юнацької збірної України (U-17), але в її складі зіграв усього 1 матч.

## Особисте життя
Одружений.